# Odra (województwo śląskie)

Nieoficjalny herb wsi Odra

Odra – wieś w Polsce w województwie śląskim, w powiecie wodzisławskim, w gminie Gorzyce położona nad rzeką Odrą.

## Części wsi
| SIMC    | Nazwa   | Rodzaj    |
| ------- | ------- | --------- |
| 0214681 | Młyńsko | część wsi |

## Historia
Po raz pierwszy wzmiankowano ją 1391 jako Odir, a w 1418 pod obecną nazwą. W czasach przynależności Śląska do Niemiec oficjalna nazwa brzmiała Odrau. W 1921 r. w pobliżu miejscowości miała miejsce bitwa. W latach 1975–1998 miejscowość położona była w województwie katowickim. Od lat 60. do lat 90. XX w. ze względu na plany budowy zalewu retencyjnego obowiązywał w Odrze zakaz wznoszenia nowych budynków. Ostatecznie wał przeprowadzono jednak poza wsią, zaś rozebrano tylko jeden budynek. Obecnie, głównie na skutek długoletniego zakazu zabudowy, wieś liczy jedynie około 150 stałych mieszkańców (z niegdysiejszych 500 – zameldowanych jest jednak niemalże 400 osób). W 1997, wraz z bezpośrednio sąsiadującą wsią Olza, miejscowość silnie ucierpiała w powodzi.
Ważniejsze obiekty historyczne we wsi to dwór z 1863 i powstała przed 1880 kaplica z neobarokowym hełmem pod wezwaniem św. Jana Nepomucena z oznaczonymi poziomami czterech powodzi z ostatnich ponad stu lat. We wsi do 2001 roku działała Żwirownia Odra.